# عملية طبيب الأسنان

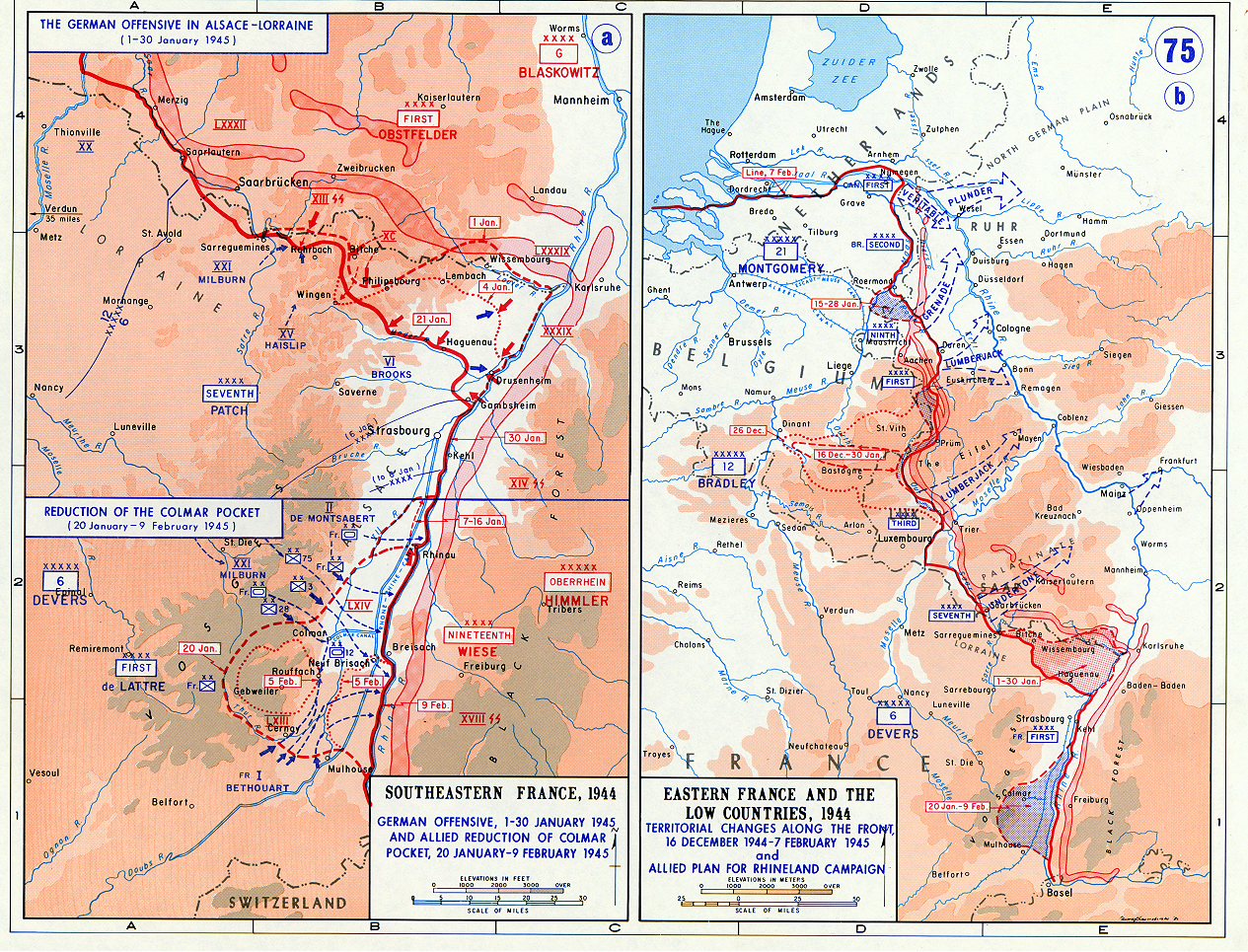

اوبراتسيون زان أرتز  أو عملية طبيب الأسنان (حرفيا "طبيب الأسنان") خطة من قبل الألمان للقضاء على الجيش الثالث خلال الحرب العالمية الثانية. خطة عملية Zahnarzt ستأتي مباشرة بعد عملية نوردويند. كانت الخطة هي الشروع في حركة كماشة لتطويق وتدمير الجيش الأمريكي الثالث. 

## نظرة عامة
بدأت الهجمات الأولية والصغيرة على نطاق صغير قبل وأثناء عملية نوردويند التي بدأت في 1 يناير 1945. في الأيام التي تلت ذلك، شهد الألمان تآكل تقدمهم الصغير باستمرار بسبب الضربات المضادة المتكررة من فرقة المشاة الأمريكية الرابعة والأربعين ، فرقة المشاة الأمريكية المائة، وفرقة المشاة الأمريكية الثالثة والستين. كانت مدعومة من الفرقة الفرنسية المدرعة الثانية. أدت المدفعية المتحالفة والهجمات الجوية، إلى جانب قسوة الطقس، إلى تقليل زخم تقدم الألمان من خلال قطع خطوط الإمداد الضعيفة بالفعل. وهكذا اضطر الألمان إلى إلغاء العملية في 4 يناير. كانت العملية واحدة من آخر الهجمات الرئيسية المخطط لها من قبل الألمان خلال الحرب العالمية الثانية. شارك الإس س الأول والثاني بانزر كوربس في العملية، وفقدوا ما يقرب من 30 بالمائة من قوتهم بسبب المدفعية الأمريكية والغارات الجوية المستمرة. تم استدعاء الجنرال مانشتاين من قبل أدولف هتلر لقيادة العملية، ومع ذلك فشلت. 